# Grigori Dmitrievitch Stroganov
Grigori Dmitrievitch Stroganov (en alphabet cyrillique : Григорий Дмитриевич
Строганов), né en 1656, décédé le 21 novembre 1715. Propriétaire, financier et homme politique russe, il est l'un des représentants d'une vieille famille de la noblesse russe, les Stroganov.

## Famille
Fils unique de Dmitri Andreevitch Stroganov et de sa seconde épouse Anna Ivanovna Zlobina.

### Mariage
En 1673, il épousa Vassilia (Vassa) Ivanovna Mechtcherskaïa (1654-1693).
Veuf, le 10 mai 1694, il épousa Maria Iakovlevna Novosiltseva (1677-1733).
Cinq enfants naquirent de cette union :
- Alexandre Grigorievitch Stroganov : (1698-1754)
- Nikolaï Grigorievitch Stroganov : (1700-1758), titré baron en 1722, conseiller privé, grand chambellan en 1726, il épousa Praskovia Ivanovna Boutourlina (1708-1758), six enfants.
- Ivan Grigorievitch Stroganov : (1701-1704).
- Maria Grigorievna Stroganova : (1705).
- Sergueï Grigorievitch Stroganov : (1707-1756), titré baron en 1722.

## Biographie

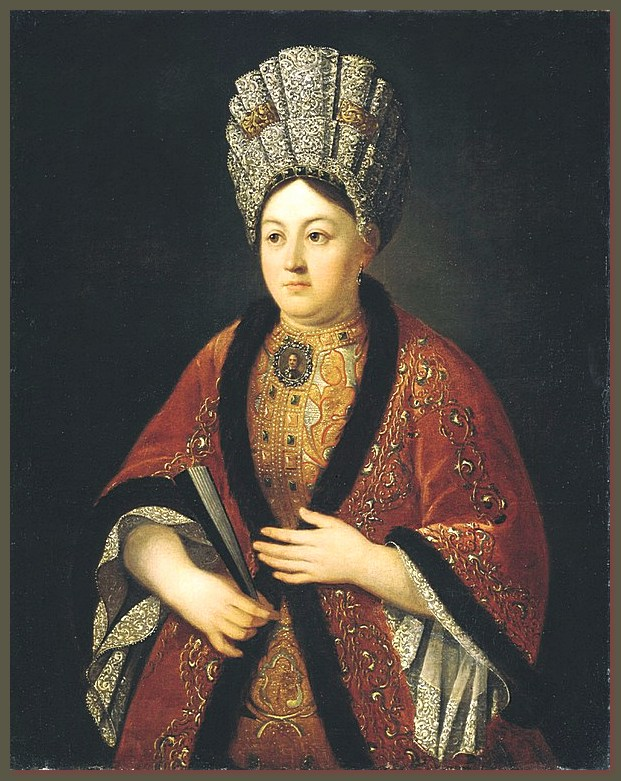
Maria Iakovlevna Novosiltseva (1677-1733), seconde épouse de Grigori Dmitrievitch Stroganov, une œuvre du peintre russe Roman Nikitin

En 1672, à l'occasion de la naissance de Piotr Alexeïevitch de Russie, Dmitri Andreïevitch Stroganov se rendit à Moscou, afin de fêter l'heureux évènement, il offrit des présents au tsar Alexis Ier de Russie. Dmitri Andreevitch décéda l'année suivante (16 juin 1673). Le tsar promulgua une gramota (ГРАМОТА - édit) confirmant l'héritage de Grigori Dmitrievitch, ce dernier correspondait à un tiers de la fortune de la famille Stroganov. Au décès de Iakov Anikeevitch Stroganov (1681) (son fils unique Maksim Iakovlevitch décéda le 5 avril 1624), Grigori Dmitrievitch Stroganov hérita d'un second tiers des terres des Stroganov. L'ultime tiers détenu par Anna Nikitichna Baryatinskaïa (1688), veuve de Fiodor Petrovitch Stroganov (1628-1671) fut accordé à Grigori Dmitrievitch Stroganov le 18 janvier 1686.
En 1680, Grigori Dmitrievitch réunit toutes les terres éparses ayant appartenu aux héritiers d'Anikeï Fiodorovitch Stroganov (1787-1569). En outre, il annexa les marais salants qui furent les propriétés des familles Choustov et Filateyev. Au XVIIIe siècle, il créa un certain nombre de forges et d'usines de cuivre et de fonte en Oural.
Selon l'historien russe, Fiodor Alekseevitch Volegov (?-(1856), Grigori Dmitrievitch eut en sa possession plus de dix millions d'acres (100 000 kilomètres carrés), en outre, il fut le propriétaire de plus de 200 villages et 1500 moujiks de sexe masculin,.Ces chiffres ne mentionnent pas ses territoires à Moscou (Kouzminki, Nijni Novgorod, Solvytchegodsk). En 1702, Grigori Dmitrievitch Stroganov devint après le tsar le propriétaire le plus riche de Russie.
Au début de l'année 1682, Grigori Dmitrievitch apporta son aide financière à un gouvernement russe alors en proie à de graves difficultés de trésorerie.
Son immense fortune lui permit d'apporter son aide à Pierre Ier de Russie lors du conflit qui opposa la Russie à la Suède (1700-1702). En 1701, avec ses propres deniers, il finança la construction de deux navires de guerre (frégates) destinées à la Marine impériale de Russie alors naissante. Ses services rendus à la Russie lui valurent de nombreuses récompenses (titres honorifiques, territoires).

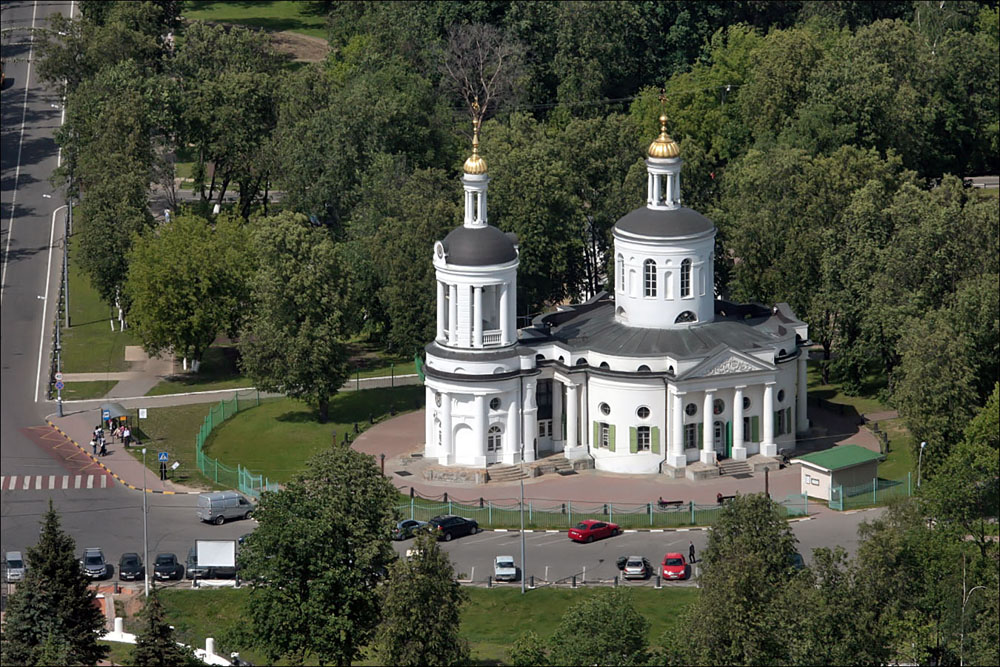
L'église Notre-Dame des Blachernes à Kouzminki.

L'un des principaux facteurs de richesse de Grigori Dmitrievitch Stroganov fut ses entreprises de marais salants dont l'efficacité furent grandement améliorée sous sa direction. Cependant, en 1705, il perdit cet avantage lorsque le tsar créa le monopole du sel.
Il ne fut pas uniquement un homme d'affaires, il fut philanthrope et mécène, passionné de musique, en 1679, il finança le premier traité théorique rédigé par le compositeur de musique Nikolaï Diletsky : Grammaire de musique. Ses moujiks chantaient des chants polyphoniques dans les différentes églises édifiées sur les propriétés de Grigori Dmitrievitch. Selon certains témoignages, ce fut Nikolaï Diletsky le chef de chœur de cette chorale. En outre, il amassa une collection de livres anciens. À Kouzminky, il commença la construction d'un manoir en bois avec ses dépendances. Entre 1716 et 1720, il fit édifier une église en bois dédiée à la Vierge Marie. Dans les années 1759-1774, cette église fut reconstruite en pierre par le prince Golytsine, elle fut nommée Notre-Dame de Blachernes de l'Icône de la Mère de Dieu.

## Décès et inhumation
Grigori Dmitrievitch Stroganov décéda le 21 novembre 1715 à Moscou, il fut inhumé en l'église Saint-Nikolaï à Kotelniki.

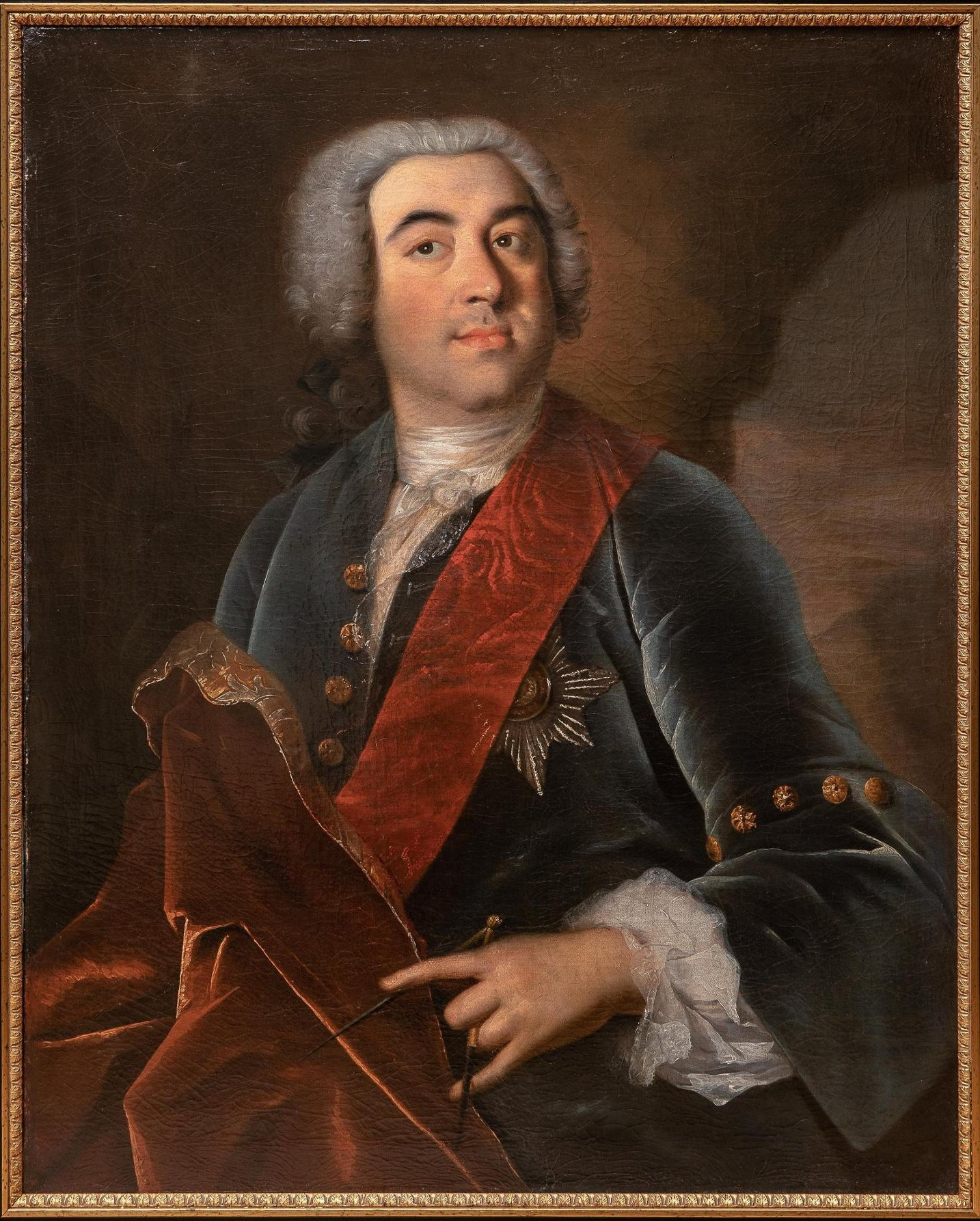
Baron Aleksandr Grigorievitch, son fils aîné, (1698-1754), une œuvre du peintre russe Roman Nikitin
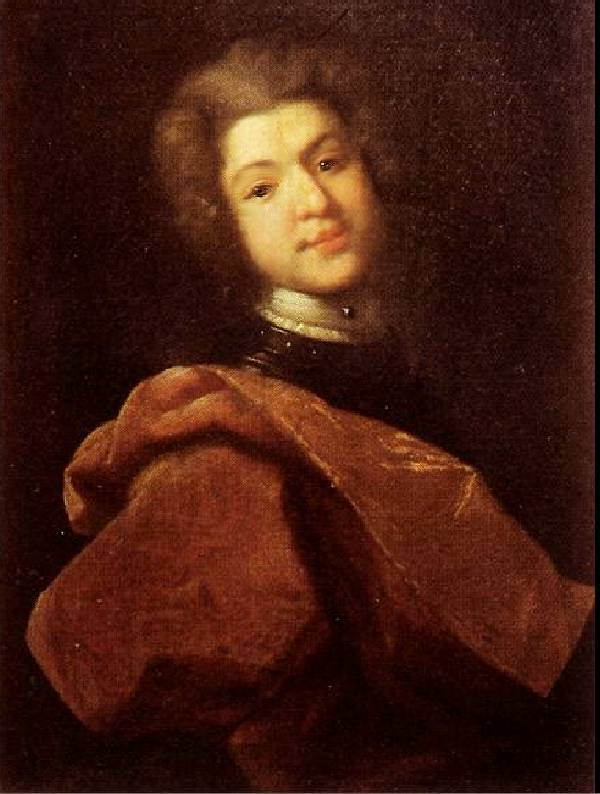
Baron Sergueï Grigorievitch Stroganov (1707-1756), son fils cadet, une œuvre du peintre russe Roman Nikitin

## Sources
- (en) Cet article est partiellement ou en totalité issu de l’article de Wikipédia en anglais intitulé « Grigory Dmitriyevich Stroganov » (voir la liste des auteurs).

- (ru) Cet article est partiellement ou en totalité issu de l’article de Wikipédia en russe intitulé « Строганов, Григорий Дмитриевич » (voir la liste des auteurs).